# Segon intercalar

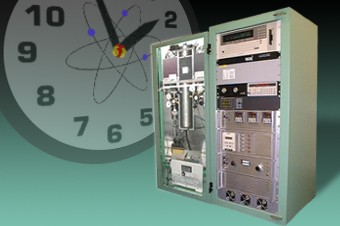
Rellotge atòmic

Els segons intercalars o segons addicionals són els segons que s'afegeixen (sintercalen) a mitjans o final d'any a l'hora civil UTC per sincronitzar-la amb l'hora astronòmica UT (temps universal).
Això és necessari a causa del fet que l'hora civil és mantinguda per rellotges atòmics molt precisos, mentre que la velocitat de rotació de la Terra s'alenteix a una velocitat lleugerament variable.
Un segon intercalar o segon addicional és un ajust d'un segon del sistema internacional d'unitats (segon SI) per mantenir els estàndards d'emissió de temps prop del temps solar mitjà. Els segons intercalars són necessaris per mantenir els estàndards sincronitzats amb els calendaris civils, la base és astronòmica.
La Unió Internacional de Telecomunicacions ha proposat afegir-hi una hora al rellotge cada 600 anys i abolir aquest temps intercalar. Xina i Gran Bretanya s'oposen al canvi, però Estats Units, Itàlia, l'estat francès, Alemanya, Japó i Rússia el recolzen i, entre les alternatives, figura retrocedir el rellotge una hora quan la variació hagi acumulat un retard de mitja hora. Segons els càlculs de la Universitat de Bonn, això passaria l'any 2600.
Els estàndards per al temps civil estan basats en el temps universal coordinat (UTC, Coordinated Universal Time), que es manté utilitzant rellotges atòmics extremament precisos. Per mantenir l'UTC proper al temps solar mitjà, ocasionalment es corregeix mitjançant un ajust d'un segon que s'afegeix, la qual cosa suposa trobar-se amb un minut de 61 segons. Durant llargs períodes, s'han d'afegir aquests segons intercalars a un ritme creixent, que correspon amb una paràbola propera a 31 s/segle ² (veure ΔT). També està prevista l'eliminació d'un segon, tenint un minut de només 59 segons, però no ha estat necessari en el passat i, basant-se en les prediccions per la rotació de la Terra, tampoc ho serà en el futur.

## Raó per als segons intercalars
Tradicionalment, s'ha definit el segon com a 1/86400 d'un dia solar mitjà. Aquest ve determinat per la rotació de la Terra sobre el seu eix i la seva òrbita al voltant del Sol, ja que el temps era mesurat mitjançant observacions astronòmiques. La raó per la qual s'utilitzen els segons intercalars és perquè actualment es mesura el temps amb rellotges atòmics estables (temps atòmic internacional, TAI o  International Atomic Time), però la rotació de la Terra ha anat reduint-ne la velocitat. Gradualment, el dia solar s'ha tornat més llarg a raó d'1,7 ms cada segle, principalment a causa de l'acceleració de marea de la Lluna.
En el sistema internacional el segon, que es mesura pels estàndards de temps atòmic, ha estat definit de tal manera que la seva durada coincideixi amb el segon nominal d'1/86400 d'un dia solar mitjà d'entre 1750 i 1890. Des d'aquesta data, la longitud del dia solar ha anat creixent lentament. Per tant, el temps calculat per la rotació de la Terra ha estat acumulant un desfasament respecte als estàndards de temps atòmic. Des 1961 fins a 1971 el ritme dels rellotges atòmics ha estat constantment reduït perquè es mantingui sincronitzat amb la rotació de la Terra (abans del 1961, el temps era sincronitzat amb el temps mitjà de Greenwich, GMT, determinat de manera astronòmica).

El desfasament entre UT1 i UTC és el que motiva l'ús dels segons intercalars (representats pels traços verticals)

Des de 1972, els segons emesos han estat exactament iguals a la longitud del segon SI escollit el 1967 com un cert nombre de vibracions atòmiques. El UTC es mesura amb rellotges atòmics, però es manté aproximadament en sincronització amb l'UT1 (temps solar mitjà) introduint un segon intercalar quan sigui necessari. Això passa quan la diferència UT1-UTC s'aproxima a 0,9 segons. L'1 de gener de 1972 es va decidir que la diferència inicial de l'UTC pel que fa a TAI fos de 10 segons, que són aproximadament la diferència total que s'havia acumulat entre UT1 i TAI des del 1958, quan TAI va ser definit com a igual al UT1 (GMT).
Cal tenir cura de no confondre la petita diferència entre la durada del dia solar mitjà i el dia obtingut a partir del SI, amb l'ajust pel segon intercalar de l'ordre de 0,7 segons per any. Si la rotació de la Terra hagués reduït la velocitat en la proporció del segon intercalar, la durada del dia solar hauria estat de 22 hores fa 10.000 anys. Aquesta línia de raonament errònia confon la velocitat amb la distància recorreguda en un temps donat, i aquest argument fal·laç ha estat usat per molts creacionistes per reivindicar que la Terra només té uns pocs milers d'anys. El motiu correcte dels segons intercalars és que la petita diferència entre la longitud del dia SI i el dia solar mitjà (actualment al voltant de 0,002 segons) s'afegeix cada dia als rellotges que contínuament els compten. S'ha de notar que el veritable període de rotació varia a causa de factors impredictibles com ara els moviments tectònics i ha de ser observat en lloc de computat.
Per exemple, suposem que comencem a comptar els segons des de l'època Unix (00:00:00 de l'1 de gener de 1970) amb un rellotge atòmic. A mitjanit d'aquest dia (mesurat en UTC), el comptador registraria 0 segons. Després que la Terra completés una rotació respecte al Sol mitjà, el comptador registraria 86.400,002 segons. Basant-nos en el comptador, podríem calcular que la data és 00:00:00 del 2 de gener de 1970 (UT1). Després de 500 rotacions, el comptador registraria 43.200.001 segons. Atès que 86.400 × 500 són 43.200.000 segons, calcularíem que la data és 00:00:01 del 16 maig 1971 basant-nos en el temps atòmic (UTC), mentre que només serien les 00:00:00 del 16 maig 1971 en temps solar (UT1). Si haguéssim afegit un segon intercalar el 31 de desembre del 1970 al comptador, aquest tindria un valor de 43.200.001 segons a mitjanit del 16 de maig de 1971 i permetria calcular la data correcta. El sistema real actual amb l'ús de segons intercalars va ser establert per permetre que TAI i UT1 tinguessin un desfasament de 0 segons l'1 de gener de 1958.
Atès que la força de marea farà baixar la velocitat de la rotació de la Terra, la quantitat de segons SI en un dia solar mitjà augmentarà d'aproximadament 86.400,002-86.400,005 en el curs de 100 anys.

## Anunci dels segons

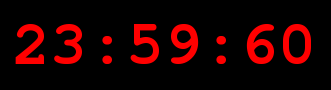
Els rellotges UTC haurien de marcar aquesta hora durant el segon intercalar

Com que depenen dels mesuraments de la rotació de la Terra i aquests varien de forma impredictible, els segons intercalars s'apliquen a intervals irregulars i el seu anunci es produeix tan sols amb sis mesos d'antelació.
L'anunci de la inserció d'un segon intercalar es publica habitualment quan la diferència entre UTC i UT1 s'aproxima a 0,7 segons, per evitar que la diferència entre ambdues sobrepassi els ± 0,9 s. Després de les 23:59:59 UTC, es comptabilitza un segon intercalar positiu en el que serien les 23:59:60, abans que el rellotge indiqui les 00:00:00 de l'endemà. També és possible la necessitat d'inserir un segon intercalar negatiu si la rotació de la Terra es torna lleugerament més ràpida, en aquest cas, 00:00:00 vindrà just a continuació de 23:59:58.
Els segons intercalars tenen lloc, únicament, al final d'un mes UTC, i només s'han inserit fins ara al final del 30 de juny o del 31 de desembre. Al contrari que els dies traspàs (els segons intercalars no tenen res a veure amb els anys de traspàs), s'apliquen simultàniament en tot el món. Per exemple, un segon intercalar el 31 de desembre (UTC) serà observat a les 0:59:59 (de l'endemà) de l'estat espanyol (UTC+1). És responsabilitat de l'IERS (International Earth Rotation and Reference Systems Service , establert el 1987 amb la denominació International Earth Rotation Service) mesurar la rotació de la Terra i determinar quan és necessari un segon intercalar. La seva determinació s'anuncia en el Butlletí C de l'IERS, normalment publicat cada sis mesos.
Històricament, s'inserien segons intercalars més o menys cada 18 mesos. No obstant això, la velocitat de rotació de la Terra és impredictible a llarg termini, per la qual cosa no se'n pot predir la necessitat amb més de sis mesos d'antelació. Entre gener de 1972 i desembre de 1998, l'IERS va donar instruccions d'inserir un segon intercalar en 22 ocasions. L'interval entre el 31 de desembre de 1998 i el 31 de desembre de 2005 és el major període sense insercions de segons des que es va instaurar el sistema. L'últim anunci va ser el corresponent al segon intercalar del 30 de juny de 2015, situant en 36 segons la diferència entre l'UTC i el TAI.
La taula següent recull la sèrie de segons intercalars amb els detalls de dates i hores, que varien segons el fus horari i l'aplicació o no de l'horari d'estiu, afectant també l'any d'aplicació quan la data és el 31 de desembre, que aquí succeeix la matinada de l'1 de gener de l'any següent.
| Zona            | TAI - UTC (segons): | 11   | 12   | 13   | 14   | 15   | 16   | 17   | 18   | 19   | 20   | 21   | 22   | 23   |
| --------------- | ------------------- | ---- | ---- | ---- | ---- | ---- | ---- | ---- | ---- | ---- | ---- | ---- | ---- | ---- |
| UTC+0           | any:                | 1972 | 1972 | 1973 | 1974 | 1975 | 1976 | 1977 | 1978 | 1979 | 1981 | 1982 | 1983 | 1985 |
| UTC+0           | 30 juny 23:59:60    | +1   |      |      |      |      |      |      |      |      | +1   | +1   | +1   | +1   |
| UTC+0           | 31 des. 23:59:60    |      | +1   | +1   | +1   | +1   | +1   | +1   | +1   | +1   |      |      |      |      |
| Països Catalans | any:                | 1972 | 1973 | 1974 | 1975 | 1976 | 1977 | 1978 | 1979 | 1980 | 1981 | 1982 | 1983 | 1985 |
| Països Catalans | 1 juliol 01:59:60   | +1   |      |      |      |      |      |      |      |      | +1   | +1   | +1   | +1   |
| Països Catalans | 1 gener 00:59:60    |      | +1   | +1   | +1   | +1   | +1   | +1   | +1   | +1   |      |      |      |      |

| Zona            | TAI - UTC (segons): | 24   | 25   | 26   | 27   | 28   | 29   | 30   | 31   | 32   | 33   | 34   | 35   | 36   |
| --------------- | ------------------- | ---- | ---- | ---- | ---- | ---- | ---- | ---- | ---- | ---- | ---- | ---- | ---- | ---- |
| UTC+0           | any:                | 1987 | 1989 | 1990 | 1992 | 1993 | 1994 | 1995 | 1997 | 1998 | 2005 | 2008 | 2012 | 2015 |
| UTC+0           | 30 juny 23:59:60    |      |      |      | +1   | +1   | +1   |      | +1   |      |      |      | +1   | +1   |
| UTC+0           | 31 des. 23:59:60    | +1   | +1   | +1   |      |      |      | +1   |      | +1   | +1   | +1   |      |      |
| Països Catalans | any:                | 1988 | 1990 | 1991 | 1992 | 1993 | 1994 | 1996 | 1997 | 1999 | 2006 | 2009 | 2013 | 2015 |
| Països Catalans | 1 juliol 01:59:60   |      |      |      | +1   | +1   | +1   |      | +1   |      |      |      | +1   | +1   |
| Països Catalans | 1 gener 00:59:60    | +1   | +1   | +1   |      |      |      | +1   |      | +1   | +1   | +1   | 1    |      |

## Mètodes per solucionar els problemes dels segons intercalars
La solució alternativa més òbvia és fer servir l'escala TAI per a tots els propòsits operatius i convertir UTC en text llegible per humans. UTC sempre es pot derivar de TAI amb una taula adequada de segons intercalars. L'organisme d'estàndards de la indústria de vídeo/àudio de la Societat d'Enginyers de Cinema i Televisió (SMPTE) americana va seleccionar el TAI per derivar les marques de temps dels mitjans.
La recomanació IEC/IEEE 60802 (xarxes sensibles al temps) especifica TAI per a totes les operacions. Grid Automation planeja canviar TAI per a la distribució global d'esdeveniments en xarxes elèctriques. Bluetooth mesh networking també utilitza TAI.
En lloc d'inserir un segon intercalar al final del dia, els servidors de Google implementen una extensió del temps (leap smear), estenent els segons lleugerament durant un període de 24 hores centrat en el segon intercalar. Amazon va procedir d'una manera similar però lleugerament diferent, per a la introducció del segon intercalar del 30 de juny de 2015, el que porta a un altre cas de proliferació d'escales de temps. Més tard, Amazon va llançar un servei NTP per a instàncies EC2 que realitza una extensió. UTC -SLS es va proposar com una versió d'UTC amb difuminació de salt lineal, però mai no es va convertir en estàndard.
S'ha proposat que els clients de mitjans de comunicació que usen el Protocol de transport en temps real inhibeixin la generació o l'ús de marques de temps NTP durant el segon intercalar i el segon anterior.
NIST ha establert un servidor de temps NTP especial per lliurar UT1 en lloc d'UTC. Aquest servidor seria particularment útil en cas que s'aprovi la resolució de la UIT i ja no s'insereixen segons intercalars. Els observatoris astronòmics i altres usuaris que requereixen UT1 podrien funcionar amb UT1, encara que en molts casos aquests usuaris ja descarreguen UT1-UTC de l'IERS i apliquen les correccions al programari.

## Proposta per redefinir l'UTC i abolir els segons intercalars
El 5 de juliol de 2005, el director del Centre d'Orientació de la Terra de l'IERS va enviar un avís als subscriptors dels Butlletins C i D de l'IERS, demanant comentaris a una proposta davant el Grup d'Estudi ITU-R 7's WP7-A (la Unió Internacional de Telecomunicacions és la responsable de la definició de l'UTC) per eliminar els segons intercalars de l'estàndard UTC abans del 2008. El Wall Street Journal va apuntar que la proposta l'havia considerada un directiu dels Estats Units com un problema intern privat de l'ITU a juliol de 2005. S'espera que sigui prevista en novembre de 2005. Segons la proposta, els segons intercalars haurien de ser reemplaçats tècnicament per hores intercalars en un intent per satisfer els requeriments legals de diverses nacions membres de l'ITU-R perquè el temps civil estigui lligat astronòmicament amb el Sol.
No obstant això, molts experts consideren que la proposta és defectuosa en diversos aspectes:
- S'han presentat poques justificacions per canviar UTC.
- No hi ha anàlisis serioses sobre el cost del canvi (o de no fer el canvi).
- El significat del terme UTC en documents existents (tècnics i legals) i en programari existent es tornarien ambigus. Tota referència a UTC hauria de ser revisada per discernir si el propòsit original era referir-se al temps solar mitjà, alhora atòmic o l'escala convencional de temps civil en curs en cada cas concret.
- Tots els resultats d'enquestes, preguntant sobre un canvi en UTC, indiquen que no s'hi desitja cap canvi.
- Ja hi ha una escala estàndard de temps, el temps atòmic internacional (TAI), per a sistemes que prefereixen evitar els segons intercalars.
- El temps indicat pels rellotges de sol deixaria de mantenir una relació fixada amb el temps civil.
  - La Llei Federal dels Estats Units indica que l'hora legal dels Estats Units està basada en el temps solar mitjà.
  - La recomanació del Congrés General de Pesos i Mesures (CGPM, cos internacional després del SI) a utilitzar UTC es basa en el fet que la intercalació el manté raonablement propera al temps solar mitjà.
- Quan als partidaris de convocar un col·loqui internacional el 2003 se'ls va demanar que no canviessin UTC (ja que això confondria tot el món sobre el seu significat), sinó que definissin una nova escala de temps, el propòsit era cobrir les seves necessitats. També se'ls va dir que les hores intercalars no eren acceptables.
- El procés per discutir les propostes ha estat en la seva major part embolicat en secret durant anys. Les reunions i documents de la Unió Internacional de Telecomunicacions no estan disponibles de manera pública.